# Praia do Matadeiro
Praia do Matadeiro
Matadeiro é uma praia localizada no sul da Ilha de Santa Catarina, em Florianópolis. É voltada para o Oceano Atlântico e separada da praia da Armação por um rio de água salobra. O mar gelado com ondas de  medianas a grandes, de boa formação, atraem surfistas. Do final da praia, sai uma das trilhas para a praia da Lagoinha do Leste.

## Origens
O nome Matadeiro é muito antigo, provém da época em que era permitido caçar baleias.
Os pescadores montavam suas armadilhas na Armação e as matavam no Matadeiro, daí o nome das duas praias. Localizada entre as praias da Armação e Lagoinha do Leste, a praia do Matadeiro é relativamente tranquila, com acesso somente a pé, cerca de 200 metros, depois de atravessar o rio que vem da Lagoa do Peri.
O caminho pitoresco e agreste atrai muitos turistas durante o verão, especialmente surfistas que fogem do agito das praias tradicionais em busca de boas ondas e areia calma.
Inacessível para carros, a praia ainda conserva seus morros cobertos pela mata nativa. É um convite para os apreciadores da natureza.